# Liste der Biografien/Pak
Liste der Biografien |
Portal Biografien |
Personensuche
# |
A |
B |
C |
D |
E |
F |
G |
H |
I |
J |
K |
L |
M |
N |
O |
P |
Q |
R |
S |
T |
U |
V |
W |
X |
Y |
Z |
?
 
Pa |
Pc |
Pe |
Pf |
Ph |
Pi |
Pj |
Pk |
Pl |
Pm |
Pn |
Po |
Pr |
Ps |
Pt |
Pu |
Pv |
Pw |
Py
 
Paa |
Pab |
Pac |
Pad |
Pae |
Paf |
Pag |
Pah |
Pai |
Paj |
Pak |
Pal |
Pam |
Pan |
Pao |
Pap |
Paq |
Par |
Pas |
Pat |
Pau |
Pav |
Paw |
Pax |
Pay |
Paz
Die Liste der Biografien führt alle Personen auf, die in der deutschsprachigen Wikipedia einen Artikel haben. Dieses ist eine Teilliste mit 119 Einträgen von Personen, deren Namen mit den Buchstaben „Pak“ beginnt.

## Pak
- Pak, Alperen (* 1995), türkischer Fußballspieler
- Pak, Chol-jin (* 1985), nordkoreanischer Fußballspieler
- Pak, Chol-min (* 1982), nordkoreanischer Judoka
- Pak, Chol-min (* 1988), nordkoreanischer Fußballspieler
- Pak, Chol-ryong (* 1988), nordkoreanischer Fußballspieler
- Pak, Doo-ik (* 1942), nordkoreanischer Fußballspieler
- Pak, Esther († 1910), erste koreanische Ärztin
- Pak, Gum-hyon (* 1964), nordkoreanische Eisschnellläuferin
- Pak, Hon-yong (1900–1955), nordkoreanischer PolitikerPak Hon-yong (1900–1955)

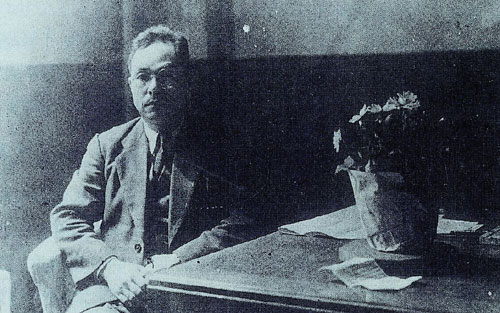
Pak Hon-yong (1900–1955)

- Pak, Hyon-suk (* 1985), nordkoreanische Gewichtheberin
- Pak, Il (* 1992), nordkoreanischer Eishockeyspieler
- Pak, Jong-chol (* 1987), nordkoreanischer Boxer, Olympiateilnehmer
- Pak, Kil-jon, nordkoreanischer Diplomat und Botschafter in der DDR
- Pak, Kir-yŏn (* 1943), nordkoreanischer Diplomat
- Pak, Kuk-chol (* 1991), nordkoreanischer Eishockeyspieler
- Pak, Kun-hyok (* 1988), nordkoreanischer Eishockeyspieler
- Pak, Kwang-ho (* 1988), nordkoreanischer Eishockeyspieler
- Pak, Kwang-ryong (* 1992), nordkoreanischer Fußballspieler
- Pak, Kyŏng-sam, nordkoreanischer Politiker
- Pak, Li-sup (* 1944), nordkoreanischer Fußballspieler
- Pak, Michael Jeong-il (1926–2024), südkoreanischer Geistlicher, römisch-katholischer Bischof von Masan
- Pak, Myong-chol (* 1941), nordkoreanischer Politiker
- Pak, Nam-chol (* 1985), nordkoreanischer Fußballspieler
- Pak, Nam-chol (* 1988), nordkoreanischer Fußballspieler
- Pak, Nam-ki (1934–2010), nordkoreanischer Funktionär
- Pak, Pong-ju (* 1939), nordkoreanischer Politiker und Ministerpräsident
- Pak, Se-ri (* 1977), südkoreanische Golfsportlerin
- Pak, Serpil († 2021), deutsch-türkische Schauspielerin und Kabarettistin
- Pak, Seung-zin (1941–2011), nordkoreanischer Fußballspieler
- Pak, Sin-hyok (* 1993), nordkoreanischer Tischtennisspieler
- Pak, Song-chol (1913–2008), nordkoreanischer Politiker
- Pak, Song-chol (* 1984), nordkoreanischer Marathonläufer
- Pak, Song-chol (* 1987), nordkoreanischer Fußballspieler
- Pak, Song-gwan (* 1980), nordkoreanischer Fußballspieler
- Pak, Song-jin (* 1989), nordkoreanischer Eishockeyspieler
- Pak, Sung-hyok (* 1990), nordkoreanischer Fußballspieler
- Pak, Taewon (1909–1986), südkoreanischer Schriftsteller und Lyriker
- Pak, Thae-song (* 1955), nordkoreanischer PolitikerPak Thae-song (* 1955)

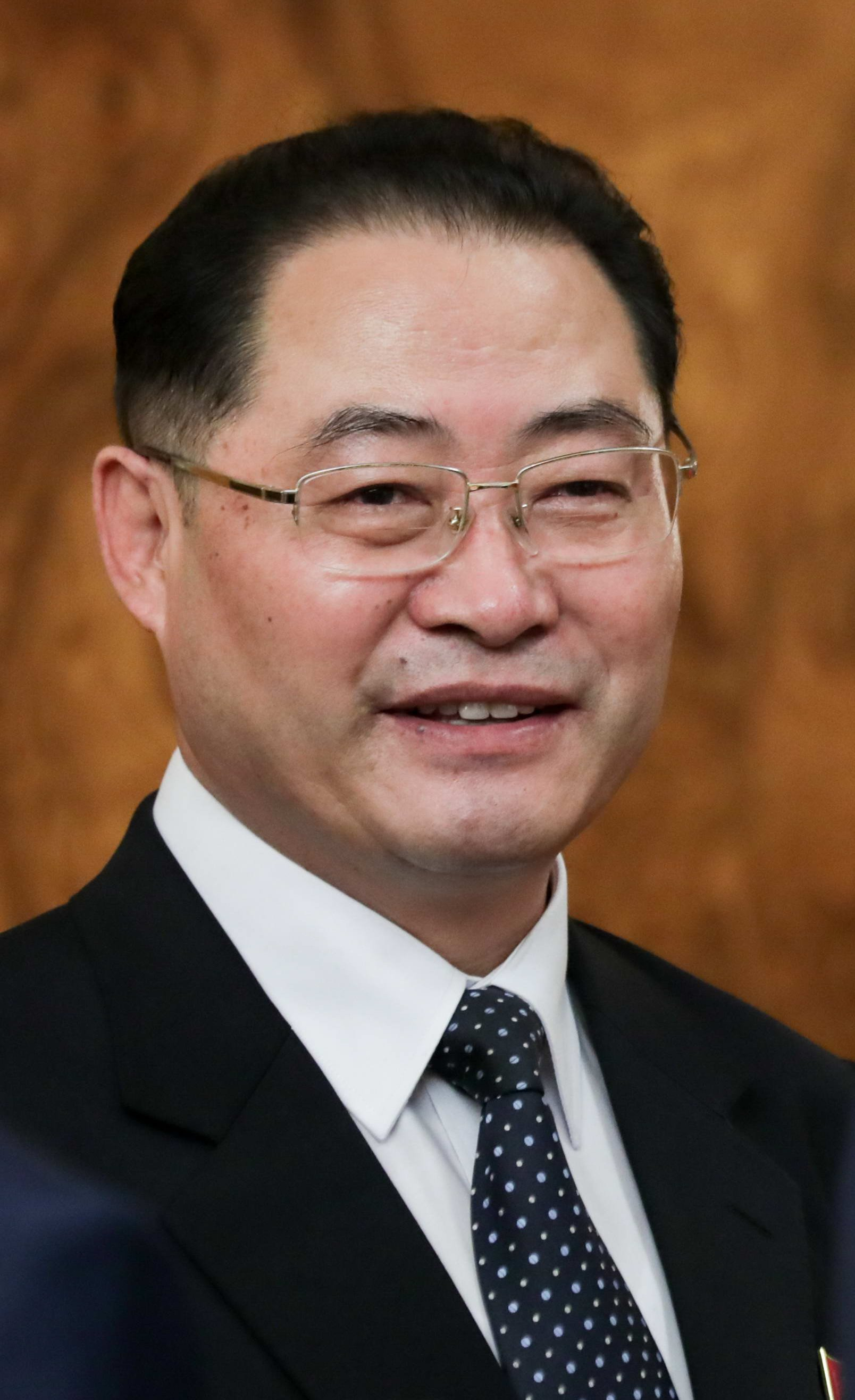
Pak Thae-song (* 1955)

- Pak, To-chun (* 1944), nordkoreanischer Politiker
- Pak, Ui-chun (* 1932), nordkoreanischer Politiker und Diplomat
- Pak, Vera (1938–2018), usbekische Politikerin
- Pak, Wanso (1931–2011), koreanische Schriftstellerin
- Pak, Yeong-hyo (1861–1939), koreanischer Politiker
- Pak, Yŏl (1902–1974), koreanischer Anarchist
- Pak, Yong-il (* 1966), nordkoreanischer Politiker
- Pak, Yong-ok, nordkoreanische Tischtennisspielerin
- Pak, Yung-sun (1956–1987), nordkoreanische Tischtennisspielerin

### Paka
- Pakaenoni, Hironimus (* 1969), indonesischer römisch-katholischer Geistlicher, Erzbischof von Kupang
- Pakalnis, Romas (1941–2020), litauischer Ökologe und Professor
- Pakalniškis, Vytautas (* 1944), litauischer Jurist und Politiker, Mitglied des Seimas
- Pakarinen, Hanna (* 1981), finnische Popsängerin
- Pakarinen, Iiro (* 1991), finnischer Eishockeyspieler
- Pakarklytė, Ieva (* 1989), litauische Politikerin
- Pakasit Saensook (* 1984), thailändischer Fußballspieler

### Pakd
- Pakdee, Khanrutai (* 1993), thailändische Leichtathletin
- Pakdemirli, Bekir (* 1973), türkischer Politiker und Ökonom

### Pake
- Pake, George E. (1924–2004), US-amerikanischer Physiker
- Pakejew, Albert Alexandrowitsch (* 1968), sowjetischer und russischer Boxer
- Pakėnas, Povilas, litauischer Schachspieler
- Pakendorf, Konrad Erwin (1910–1980), südafrikanischer Diplomat
- Pakendorf, Paul Gerhard (1908–1977), Missionar
- Pakenham, Catherine (1773–1831), Ehefrau von Arthur Wellesley, 1. Duke of Wellington
- Pakenham, Edward Michael (1778–1815), britischer Generalmajor
- Pakenham, Elizabeth, Countess of Longford (1906–2002), britische Historikerin und Schriftstellerin
- Pakenham, Frank, 7. Earl of Longford (1905–2001), britischer Politiker und SozialreformerFrank Pakenham, 7. Earl of Longford (1905–2001)

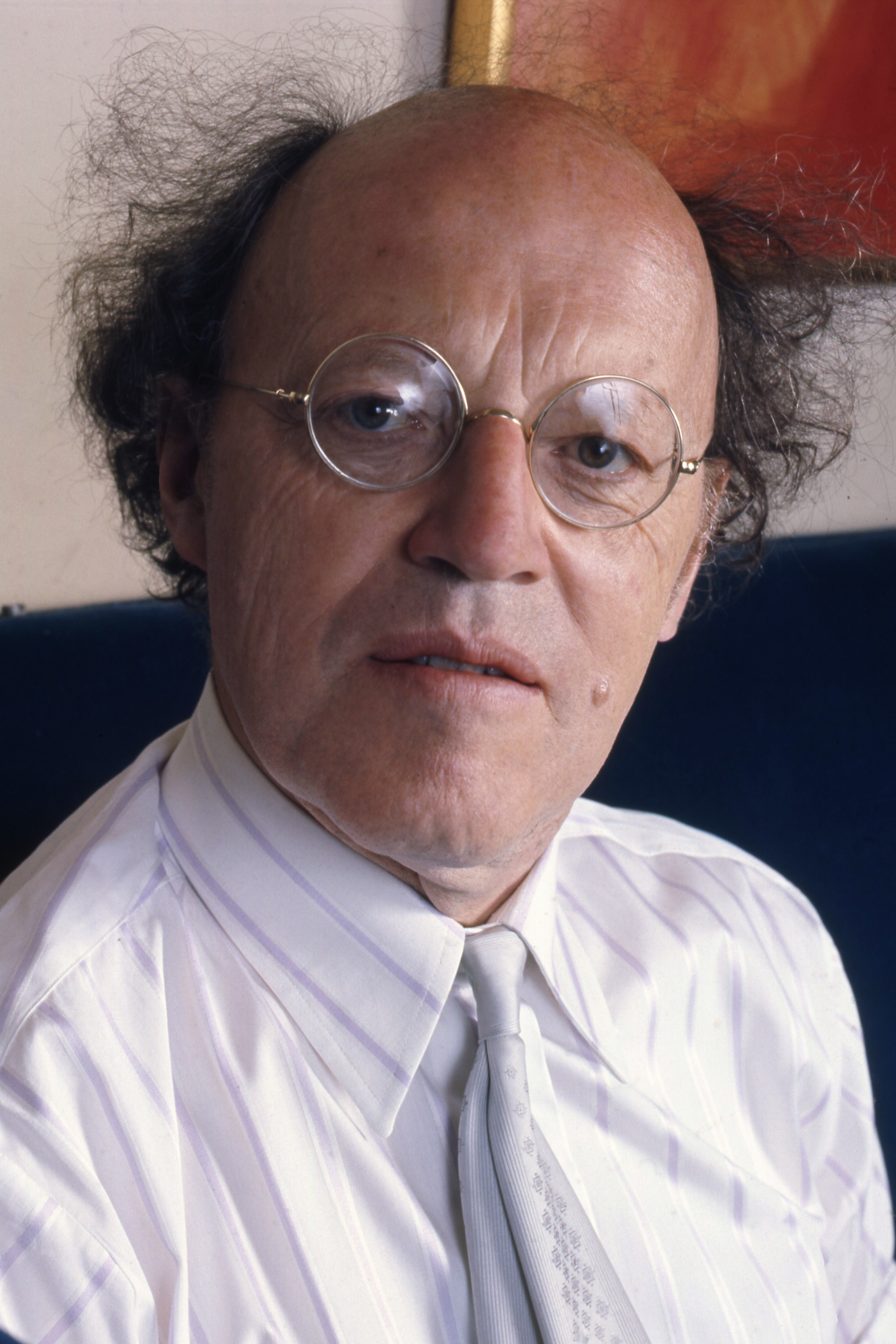
Frank Pakenham, 7. Earl of Longford (1905–2001)

- Pakenham, Thomas, 5. Earl of Longford (1864–1915), britischer General im Ersten Weltkrieg
- Pakenham, Thomas, 8. Earl of Longford (* 1933), britischer Historiker und Schriftsteller
- Paker, Şebnem (* 1977), türkische Sängerin
- Pakes, Ariel (* 1949), israelisch-US-amerikanischer Wirtschaftswissenschaftler
- Pakesch, Erich (1917–1979), österreichischer Psychiater, Psychoanalytiker und Universitätsprofessor
- Pakesch, Peter (* 1955), österreichischer Künstler und MuseumsleiterPeter Pakesch (* 1955)

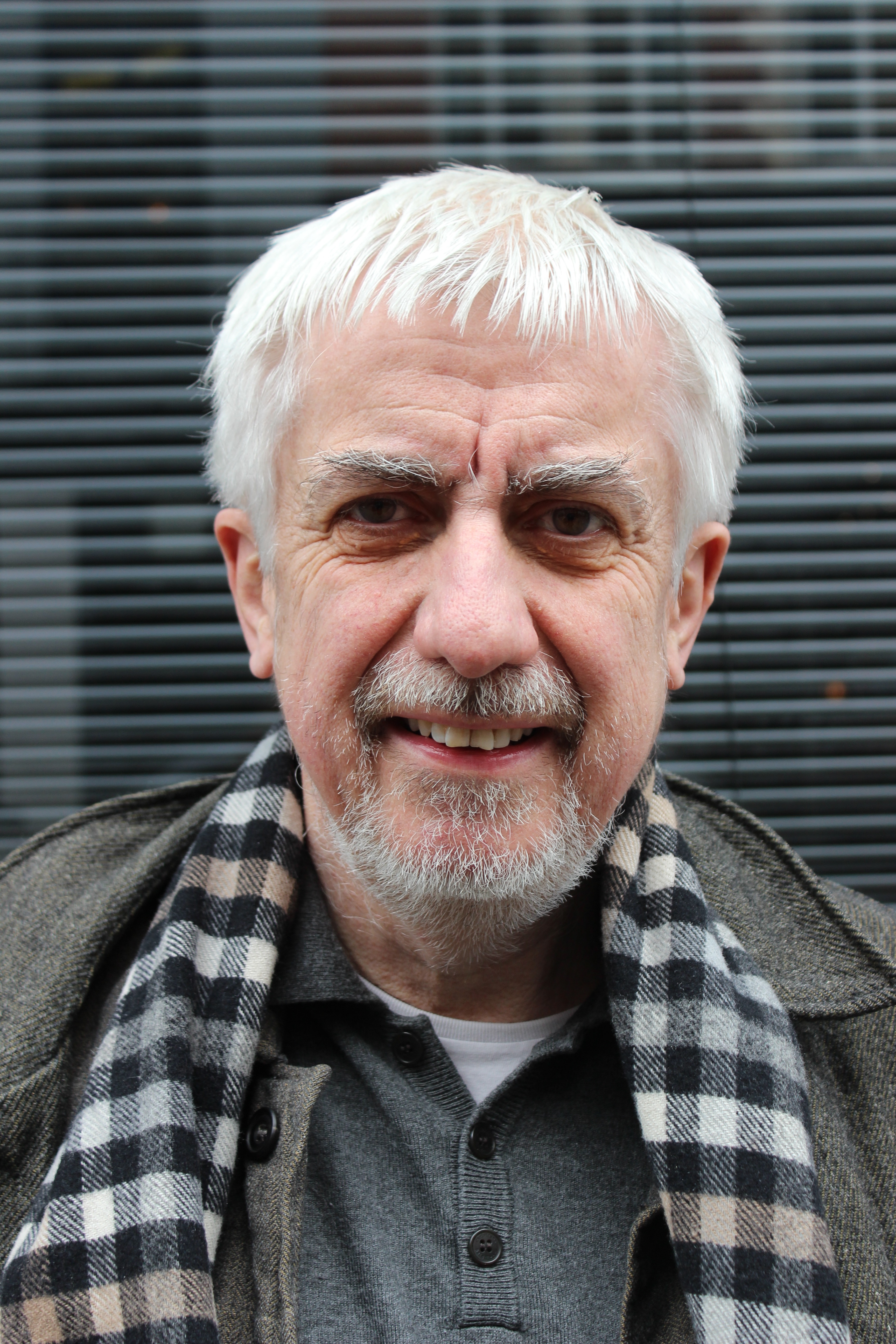
Peter Pakesch (* 1955)

### Pakh
- Pakheiser, Theodor (1898–1969), deutscher Dermatologe, Rassenhygieniker und NS-Gesundheitsfunktionär in Baden

### Paki
- Paki, Tuheitia (1955–2024), maorischer König
- Pakiam, Murphy Nicholas Xavier (* 1938), malaysischer Geistlicher und emeritierter Erzbischof von Kuala Lumpur
- Pakina, Mariya (* 1996), usbekische Badmintonspielerin
- Pakington, John, 1. Baron Hampton (1799–1880), britischer Politiker
- Pakita, französische Sängerin, Moderatorin, Autorin und Französischlehrerin
- Pakito (* 1981), französischer DJ

### Pakk
- Pakkala, Teuvo (1862–1925), finnischer Schriftsteller
- Pakkanen, Atte (1912–1994), finnischer Politiker, Mitglied des Reichstags und Minister
- Pakkanen, Erkki (1930–1973), finnischer Boxer
- Pakkaphon Phengsuay (* 1995), thailändischer Fußballspieler
- Pakkapol Maimard (* 2002), thailändischer Fußballspieler

### Pakl
- Pakleppa, Fabienne (* 1950), Schweizer Schriftstellerin
- Paklin, Igor (* 1963), sowjetischer und kirgisischer Hochspringer

### Pakn
- Paknys, Juozas (1883–1948), litauischer Politiker und Bankier
- Paknys, Vydas (* 1968), litauischer Politiker, Bürgermeister der Rajongemeinde Ukmergė

### Pako
- Pakola, George, US-amerikanischer Schauspieler und Synchronsprecher
- Pakorn Prempak (* 1993), thailändischer Fußballspieler
- Pakorn Seekaewnit (* 2002), thailändischer Fußballspieler
- Pakornkiat Kaena (* 2000), thailändischer Fußballspieler
- Pakoros, König von Großarmenien
- Pakoros I. († 38 v. Chr.), Sohn von Orodes II.
- Pakoros II., Herrscher des Partherreiches
- Pakosta, Florentina (* 1933), österreichische Malerin
- Pakosta, Liisa-Ly (* 1969), estnische Politikerin
- Pakosta, Marek (* 1969), tschechischer Beachvolleyballspieler
- Pakowski, Horst (1937–2023), deutscher Diplomat
- Pákozdi, László (1916–1993), ungarisch-chilenischer Fußballspieler
- Pákozdy, Ladislaus Martin (1910–1993), ungarischer reformierter Theologe

### Pakp
- Pakpahan, Muchtar (1953–2021), indonesischer Anwalt und Gewerkschafter
- Pakpoom Lato (* 1999), thailändischer Fußballspieler
- Pakpoom Poomsongtham (* 2001), thailändischer Fußballspieler
- Pakpour, Mohammad (* 1961), iranischer Generalmajor
- Pakpum Boonpa (* 2002), thailändischer Fußballspieler

### Pakr
- Pakradouni, Karim (* 1944), libanesischer Politiker
- Pakravan, Hassan (1911–1979), iranischer Geheimdienstminister

### Paks
- Paksas, Rolandas (* 1956), litauischer Politiker, MdEP, Premierminister (2000–2001) und Präsident von Litauen sowie MdEP
- Paksüt, Osman Alifeyyaz (* 1953), türkischer Richter, Vizepräsident des Verfassungsgerichts der Türkei
- Paksy, Tímea (* 1983), ungarische Kanutin

### Pakt
- Paktyes, lydischer Aufständischer gegen Kyros II. (um 542 v. Chr.)

### Paku
- Paku Alam VII. (1882–1937), siebenter Herzog von Pakualam
- Paku Alam VIII. (1910–1998), achte Herzog des Herzogtums Pakualaman und Gouverneur der Sonderregion Yogyakarta
- Pakula, Alan J. (1928–1998), US-amerikanischer Regisseur, Filmproduzent und DrehbuchautorAlan J. Pakula (1928–1998)

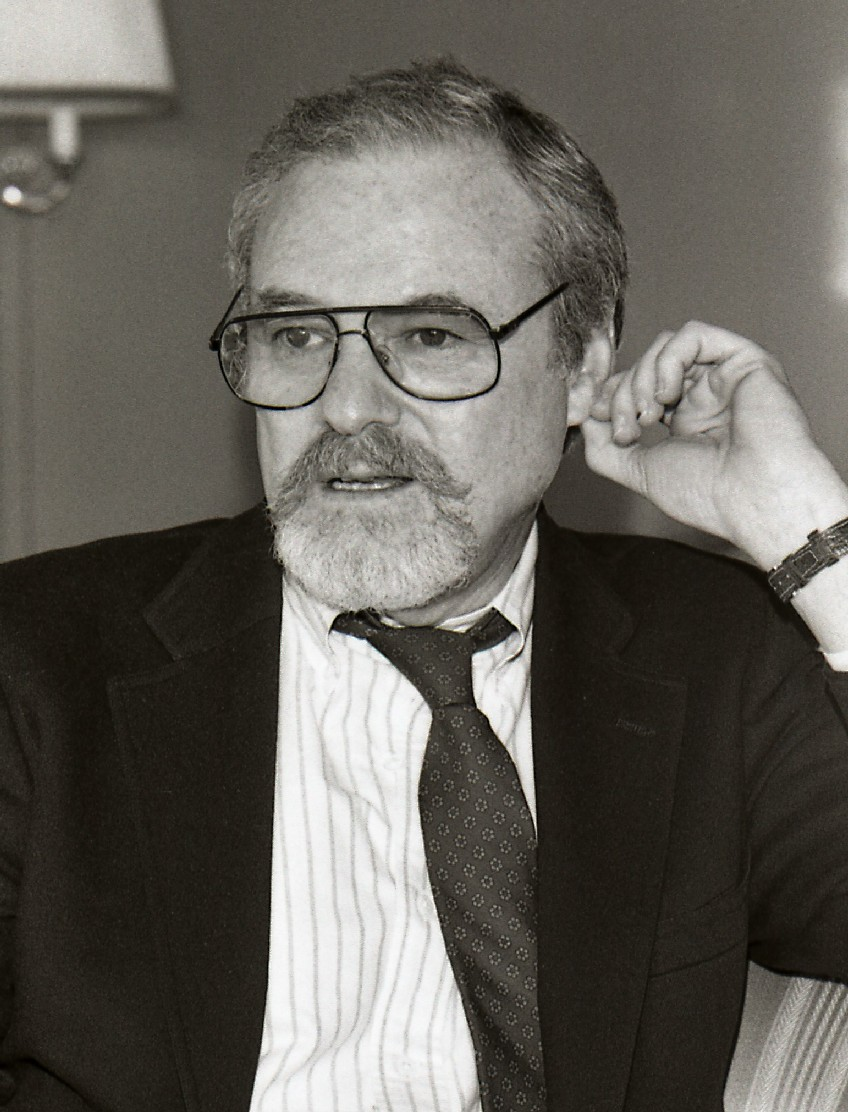
Alan J. Pakula (1928–1998)

- Pakuła-Sacharczuk, Anna (* 1953), polnische Politikerin, Mitglied des Sejm
- Pakulla, Edmund (1892–1975), deutscher Eisenhüttenmann und Manager in der Stahlindustrie
- Pakusch, Christian (* 1984), deutscher Politiker (CDU) und Bürgermeister
- Pakuscher, Ernst Karl (1921–2020), deutscher Jurist

### Pakv
- Pakvasa, Mangaldas Mancharam (1882–1968), indischer Politiker, Gouverneur